# Reducción (complejidad)

Ejemplo de reducción de un problema de satisfacibilidad booleana a un problema de cobertura de vértices. Los vértices azules forman una cobertura que se corresponde con los valores verdaderos.

En teoría de la computación y teoría de la complejidad computacional, una reducción es una transformación de un problema a otro problema. Dependiendo de la transformación usada, la reducción se puede utilizar para definir clases de complejidad en un conjunto de problemas.
Intuitivamente, un problema {\displaystyle A} es reducible a un problema {\displaystyle B} si las soluciones de {\displaystyle B} existen y dan una solución para {\displaystyle A} siempre que {\displaystyle A} tenga solución.
Así, resolver {\displaystyle A} no puede ser más difícil que resolver {\displaystyle B}.
Normalmente, esto se expresa de la forma {\displaystyle A\leq B}, y se añade un subíndice en {\displaystyle \leq } para indicar el tipo de reducción utilizada.
Por ejemplo, se usa la letra {\displaystyle p} como subíndice para indicar que la reducción puede realizarse en tiempo polinomial: {\displaystyle A\leq _{p}B}.